# România la Universiada de vară din 2011
60 de sportivi din România au participat la Universiada de vară din 2011 în cadrul a 9 sporturi.

## Medaliați
| Medalie | Nume | Sport                | Probă                        |
| ------- | --- | -------------------- | ---------------------------- |
|         | Flavius Koczi | Gimnastica artistică | Sol                          |
|         | Flavius Koczi | Gimnastica artistică | Sărituri masculin            |
|         | România | Gimnastica aerobică  | Echipe                       |
|         | Bianca Pascu | Scrimă               | Sabie feminin                |
|         | Norbert Trandafir | Natație              | 100 m stil liber             |
|         | Marius Berbecar | Gimnastica artistică | Paralele masculin            |
|         | Andreea Bogati Laura Andreea Cristache Tudorel Valentin Mavrodineanu Petru Tolan Porime Anca Claudia Surdu Mircea Zamfir | Gimnastica aerobică  | Dansă aerobică               |
|         | Bianca Perie | Atletism             | Aruncarea ciocanului feminin |
|         | Valentin Radu | Judo                 | 90 kg                        |
|         | Cristian Bataga Marius Berbecar Ovidiu Buidoso Vlad Cotuna Flavius Koczi                                                 | Gimnastica artistică | Echipe                       |
|         | Violeta Dumitru | Judo                 | 48 kg                        |
|         | Flavius Koczi | Gimnastica artistică | Cal cu mânere                |
|         | Ioana Ghemes Elisabeta Samara Anamaria Sebe                                                                              | Tenis pe masă        | Echipe feminină              |
|         | Cristina Bujin | Atletism             | Triplu salt                  |
|         | Tudorel Valentin Mavrodineanu Petru Tolan Porime Mircea Zamfir                                                           | Gimnastica artistică | Trio                         |
|         | Andreea Bogati Laura Andreea Cristache Petru Tolan Porime Anca Claudia Surdu Mircea Zamfir                               | Gimnastica aerobică  | Grup                         |

| Probă                | Atlet            | Serie    | Serie | Semifinală   | Semifinală   | Finală       | Finală       |
| Probă                | Atlet            | Rezultat | Loc   | Rezultat     | Loc          | Rezultat     | Loc          |
| -------------------- | ---------------- | -------- | ----- | ------------ | ------------ | ------------ | ------------ |
| 400 m garduri        | Attila Nagy      | 52,42    | 27    | nu a avansat | nu a avansat | nu a avansat | nu a avansat |
| 3000 m obstacole     | Alexandru Ghinea | 9:00,78  | 13    |              |              | nu a avansat | nu a avansat |
| Săritura în înălțime | Mihai Donisan    | 2,15     | 14    |              |              | nu a avansat | nu a avansat |
| Aruncarea discului   | Mihai Grasu      | 56,61    | 12 c  |              |              | 56,28        | 12           |

| Probă                | Atletă            | Serie    | Serie | Serie    | Serie | Semifinală   | Semifinală   | Finală       | Finală       |
| Probă                | Atletă            | Rezultat | Loc   | Rezultat | Loc   | Rezultat     | Loc          | Rezultat     | Loc          |
| -------------------- | ----------------- | -------- | ----- | -------- | ----- | ------------ | ------------ | ------------ | ------------ |
| 100 m                | Andreea Ogrăzeanu | 11,80    | 14 C  | 11,74    | 13 c  | 11,61        | 9 C          | 11,49        | 6            |
| 200 m                | Andreea Ogrăzeanu | 24,86    | 30 C  | 25,62    | 31    | nu a avansat | nu a avansat | nu a avansat | nu a avansat |
| 5000 m               | Roxana Bîrcă      | 16:06,44 | 3 C   |          |       |              |              | 16:11,94     | 8            |
| Semimaraton          | Cristiana Frumuz  |          |       |          |       |              |              | 1:22:57      | 14           |
| Săritura în lungime  | Cornelia Deiac    | 6,29     | 7 C   |          |       |              |              | 6,45         | 4            |
| Aruncarea ciocanului | Bianca Perie      | 65,38    | 9 C   |          |       |              |              | 71,18        | 3            |
| Triplusalt           | Carmen Toma       | 13,36    | 12 c  |          |       |              |              | 13,82        | 7            |
| Triplusalt           | Cristina Bujin    | 14,30    | 1 C   |          |       |              |              | 14,21        | 3            |
| Aruncarea suliței    | Maria Negoiță     |          |       |          |       |              |              | 53,55        | 7            |